# Horizont (Geologie)
Ein geologischer Horizont ist ein oft planar ausgedehnter, geringmächtig verlaufender Gesteinskörper, der von besonderem geowissenschaftlichen oder bergbaulichem Interesse ist – beispielsweise ein Flöz, eine wasserführende oder trennende Sediment- oder Gesteinsschicht (z. B. Salzhorizont), eine Scherzone oder ein paläontologischer Fundhorizont (Fossilhorizont). Er repräsentiert in vielen Fällen das kleinste geologische Zeitintervall.
Ein Horizont innerhalb eines Gesteinspaketes, der sich durch Aussehen, Zusammensetzung, Fossilieninhalt oder andere charakteristische Merkmale gut identifizieren lässt, wird als Leithorizont (Schichtenglied) bezeichnet. Leithorizonte (stratigraphische Bezugshorizonte) sind wichtige Anhaltspunkte bei der geologischen Kartierung eines Gebietes.
In der Bodenkunde sind Bodenhorizonte einheitliche Bereiche innerhalb des Bodens, die sich durch ähnliche Merkmale und Eigenschaften von den über- und unterlagernden Bereichen unterscheiden.